# Сайпал
Сайпал (непальск. साइपाल हिमाल) — гора, расположенная в районе Баджханг провинции Судурпаштин-Прадеш Федеративной Демократической Республики Непал.  
Абсолютная высота составляет 7031 метр, в то время, как относительная — лишь 1824 метра.

## География
Является частью хребта Махалангур-Химал горной системы Гималаи.
Сайпал, наряду с Апи и Нампой, образует группу из трёх гор, расположенных на северо-западе страны и представленных острыми ледяными пиками, имеющими одно относительно крутое основание.